# Panathinaikos BC

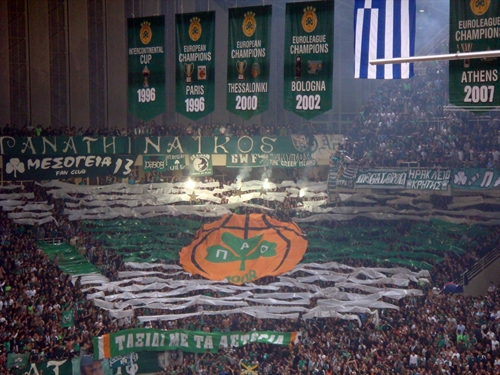
Fani PAO podczas meczu

Panathinaikos Ateny – grecki zawodowy klub koszykarski z siedzibą w Atenach, założony w 1922 roku. Zespół jest popularnie nazywany Koniczynkami. Klub jest znany także z sekcji piłki nożnej i siatkówki.

## Historia
W swojej historii Panathinaikos Ateny pięciokrotnie wygrywał rozgrywki Euroligi, ale po raz pierwszy dopiero w 1996 roku, stając się przy tym pierwszą drużyną z Grecji, która sięgnęła po to najwyższe europejskie trofeum. W kwietniu 1996 roku klub z Aten prowadzony przez Božidara Maljkovicia pokonał w finale hiszpańską Barcelonę 67-66. Kilka miesięcy później, we wrześniu, klub z Aten sięgnął po kolejne trofeum, kiedy w Pucharze Interkontynentalnym wygrał trzymecz w serii do dwóch wygranych (83-89, 83-78, 101-76) z Venado Tuerto z Argentyny, w składzie którego grali Walter Herrmann i Andres Nocioni.
Drugi raz miał miejsce w swojej ojczystej ziemi, w Salonikach 2000 roku. W Final Four Panathinaikos pokonał Maccabi Tel Awiw 73-67. Dwa lata później sukces ten powtórzył, kiedy w Bolonii pokonał miejscowy Virtus Kinder 89-83. Pięć lat później w końcu koszykarze Koniczynek finał zagrali u siebie, kiedy do Aten zawitało rosyjskie CSKA Moskwa. Grecy nie podzielili jednak losu koszykarzy z Bolonii i grając przed własną publicznością pokonali rywali 93:91.
W 2009 roku PAO wygrało rozgrywki już po raz piąty. W finale rozegranym w Berlinie CSKA Moskwa miało okazję zrewanżować się Grekom za porażkę sprzed dwóch lat, ale i tym razem koszykarze z półwyspu Peloponeskiego byli lepsi minimalnie o dwa punkty - 71:73. Zwycięstwo dało Grekom awans na trzecią pozycję w tabeli wszech czasów pod względem zdobytych tytułów. O jeden więcej ma CSKA, o aż trzy Real Madryt.
W  międzyczasie PAO czterokrotnie grało w Final Four Euroligi - 1994 Tel Awiw-Jafa (3 miejsce), 1995 Saragossa (3 miejsce), 2001 Paryż (2 miejsce) i 2005 Moskwa (3 miejsce). Dwa razy odpadło po dwumeczu w półfinale - 1972 Pallacanestro Varese (78:70 dom, 55:69 wyjazd), 1973 Academica Sofia (84:78 d, 57:76 w).
Oprócz tego dwukrotnie Koniczynki zostały wyeliminowane w półfinale Pucharu Saporty - 1969 Dinamo Tbilisi (81:67 d, 71:103 w), 1998 Olimpia Milano (77:58 d, 61:86 w).
Zespół Panathinaikosu jest znany ze swoich fanów, którzy tak licznie przychodzą na mecze drużyny, że w 29 marca 2006 roku, kiedy do Aten przyjechał włoski Benetton Treviso, zasiedli na trybunach w liczbie 20 tysięcy widzów. Rekord utrzymywał się do końcówki 2009 roku, a został pobity przez kibiców Partizanu Belgrad. Fani serbskiej drużyny na spotkanie z właśnie Panathinaikosem przyszli w liczbie 22 567!.

## Sukcesy
- Mistrzostwo Grecji (39)
  - 1946-1947, 1950-1951, 1954, 1961-1962, 1967, 1969, 1971-1975, 1977, 1980-1982, 1984, 1998-2001, 2003-2011, 2012-2013, 2013-2014, 2016-2017, 2017-18, 2018-19, 2019-2020, 2020-2021

- Puchar Grecji (20)
  - 1979, 1982-1983, 1986, 1993, 1996, 2003, 2005-2009, 2011-2017, 2018-19, 2020-2021

- Euroliga (7)
  - 1996, 2000, 2002, 2007, 2009, 2011, 2024

- Puchar Interkontynentalny (1)
  - 1996

- Triple Crown (2)
  - 2007, 2009

- Finał Euroligi (7)
  - 1996, 2000-2002, 2007, 2009, 2011, 2012, 2024

- Final Four Euroligi (11)
  - 1994-1996, 2000-2002, 2005, 2007, 2009, 2011, 2012

- dublet ligi greckiej (11)
  - 1982, 2003, 2005-09, 2012-14, 2016-17, 2018-19, 2020-21

| 4 Frangiskos Alwertis 6 Vangelis Vourtzoumis 7 Kostas Patavoukas 8 Nikos Ekonomou 9 John Korfas 10 Panajotis Janakis 11 Stojko Vranković 12 Dominique Wilkins (MVP Final Four) 13 Tzanis Stavrakopoulos 14 Miroslav Pecarski 15 Christos Myriounis trener Božidar Maljković 4 Frangiskos Alwertis 5 Giorgos Kalaitzis 6 Michael Koch 7 Johnny Rogers 8 Antonios Fotsis 9 Ferdinando Gentile 10 Dejan Bodiroga 11 Nikos Boudouris 12 Željko Rebrača (MVP Final Four) 13 Pat Burke 14 Oded Kattash 15 Jorgos Karangutis Kostas Maglos trener Željko Obradović | 4 Frangiskos Alwertis 5 Giorgos Kalaitzis 6 Giannis Soutis 7 Johnny Rogers 8 Damir Mulaomerović 10 Dejan Bodiroga (MVP Final Four) 11 Darryl Middleton 12 İbrahim Kutluay 14 Lazaros Papadopoulos 15 Janis Janulis 16 Juan Ignacio Sánchez Corey Albano trener Željko Obradović 4 Frangiskos Alwertis 5 Tony Delk 6 Dimitrios Papanikolaou 7 Sani Bečirovič 8 Michael Batiste 9 Ramūnas Šiškauskas 10 Nikos Hatzivrettas 11 Dimos Dikoudis 12 Kostas Tsartsaris 13 Dimitris Diamandidis (MVP Final Four) 14 Vasilis Xanthopoulos 15 Dejan Tomašević 16 Dušan Šakota 18 Miloš Vujanić 19 Robertas Javtokas trener Željko Obradović |

| - Frangiskos Alwertis - Liveris Andritsos - Nikos Boudouris - Fanis Christodulu - Dimos Dikoudis - Nikos Ekonomou - / Nikos Galis - Panajotis Janakis - Memos Ioannou - Antonis Fotsis - Giorgos Kalaitzis - Dimitris Kokolakis - Jeorjos Kolokitas - Apostolos Kontos - / John Korfas - Takis Koroneos - Christos Miriounis - Lazaros Papadopoulos - Dimitris Papanikolaou - Kostas Patavoukas - Kostas Politis - / David Stergakos | - Kiriakos Vidas - Tzanis Stavrakopoulos - Jorgos Karangutis - Ioannis Giannoulis - Vagelis Vourtzoumis - Giorgos Balogiannis - Argiris Pedoulakis - Dimitris Dimakopoulos - Argiris Papapetrou - Giorgos Skropolithas - Fedon Mattheou - Missas Pantazopoulos - Stelios Arvanitis - Giannis Lambrou - Nikos Milas - Nikos Hatzivrettas - Marcelo Nicola - Pepe Sánchez - Hugo Sconochini - Arijan Komazec - Damir Mulaomerović - Nikola Prkačin | - Dino Rađa - Stojko Vranković - Andrija Žižić - John Amaechi - Aivar Kuusmaa - Tiit Sokk - Patrick Femerling - Sascha Hupmann - Michael Koch - Pat Burke - Oded Kattash - Ferdinando Gentile - Robertas Javtokas - Ramūnas Šiškauskas - Vlado Šćepanović - Julius Nwosu - Dejan Bodiroga - Žarko Paspalj - Miroslav Pecarski - Željko Rebrača - Dejan Tomašević | - Miloš Vujanić - Sani Bečirovič - Jaka Lakovič - Ferran Martinez - İbrahim Kutluay - Aleksandr Wołkow - Anthony Avent - Lonny Baxter - Rodney Buford - Antonio Davis - Tony Delk - Byron Dinkins - Edgar Jones - / Ariel McDonald - / Darryl Middleton - Tracy Murray - / Johnny Rogers - John Salley - Byron Scott - Dominique Wilkins - Kennedy Winston |

### Skład w Eurolidze 2007

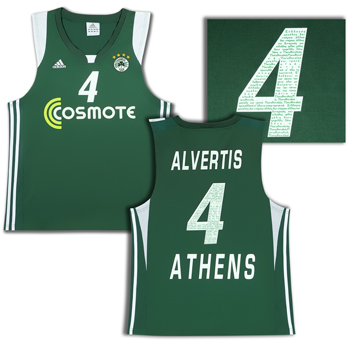
Koszulka Alwertisa została wniesiona pod kopułę hali OAKA, a nr 4, z którym grał, został zastrzeżony

## Znani trenerzy
- Efthimis Kioumourtzoglou
- Kostas Politis
- Željko Obradović
- Božidar Maljković
- / Slobodan Subotić
- Željko Pavličević